# Magnolia liliiflora
Magnolia liliiflora är en magnoliaväxtart som beskrevs av Louis Auguste Joseph Desrousseaux. Magnolia liliiflora ingår i släktet Magnolia och familjen magnoliaväxter. Inga underarter finns listade i Catalogue of Life.

## Bildgalleri

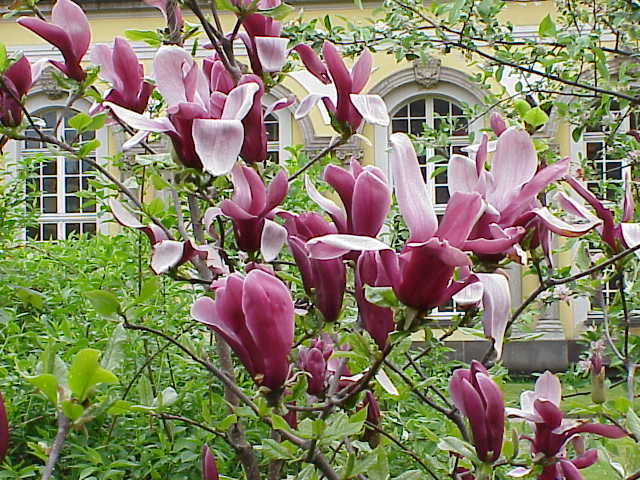
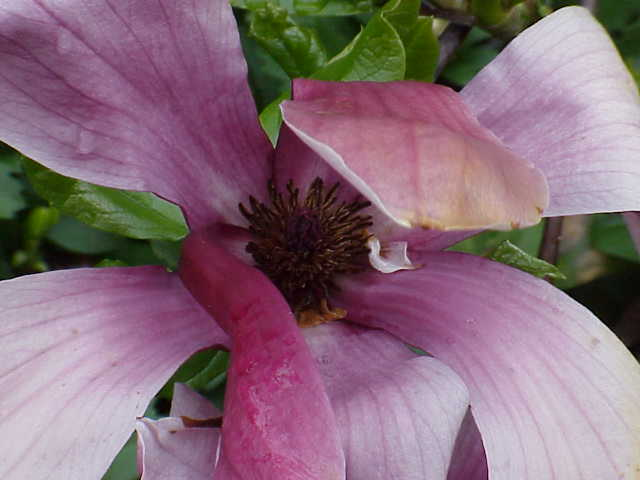
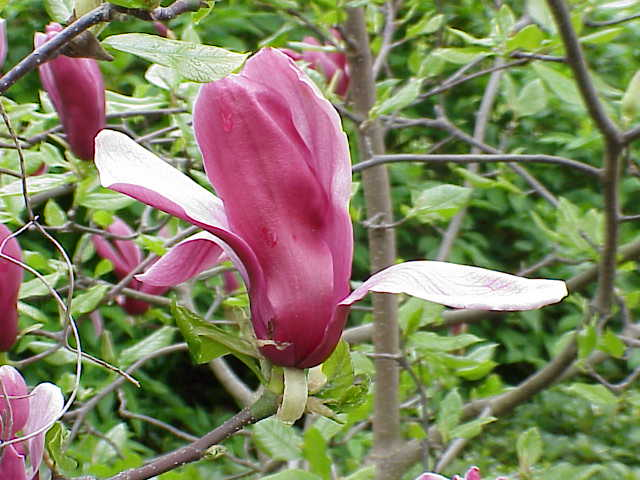
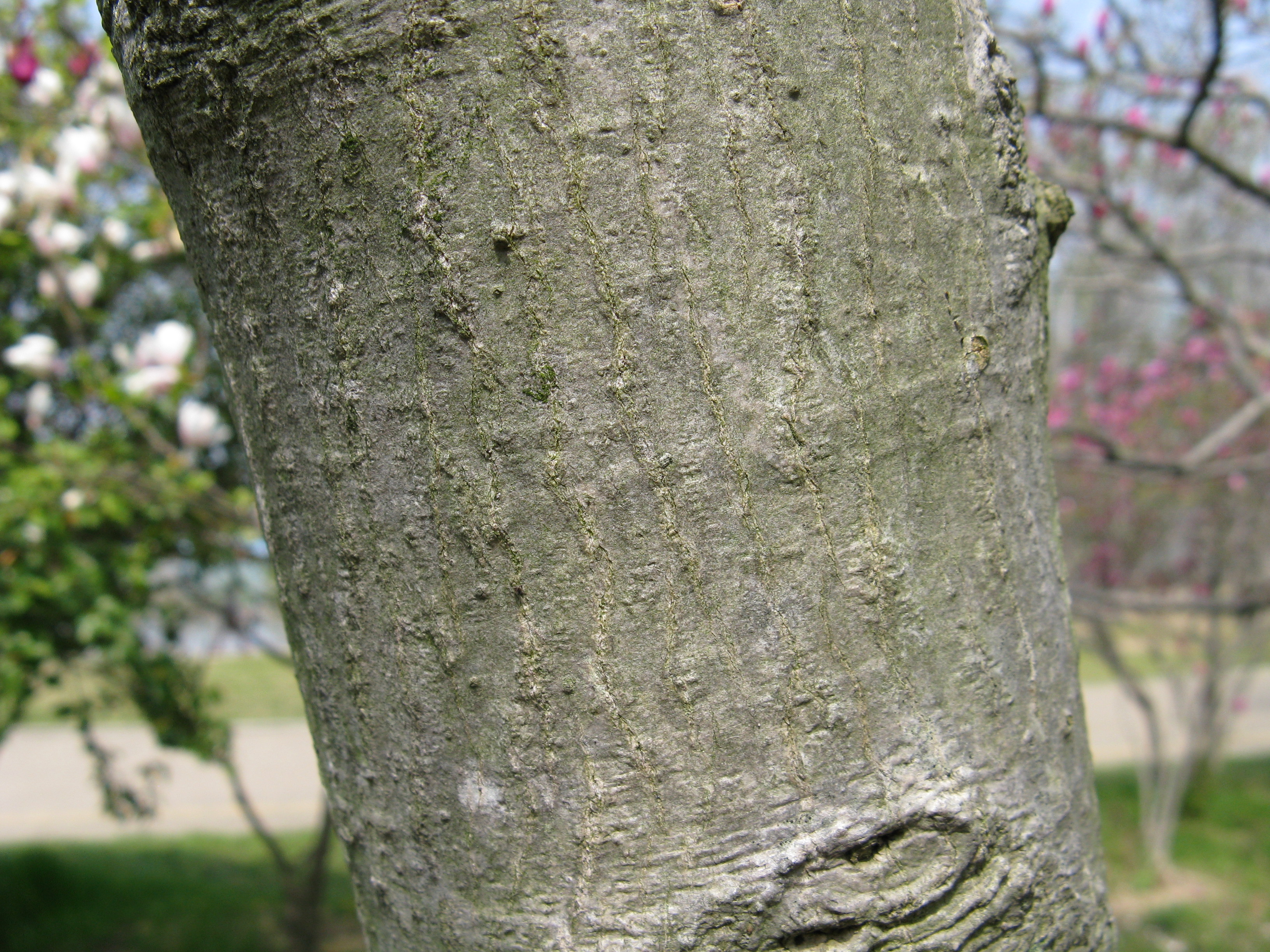
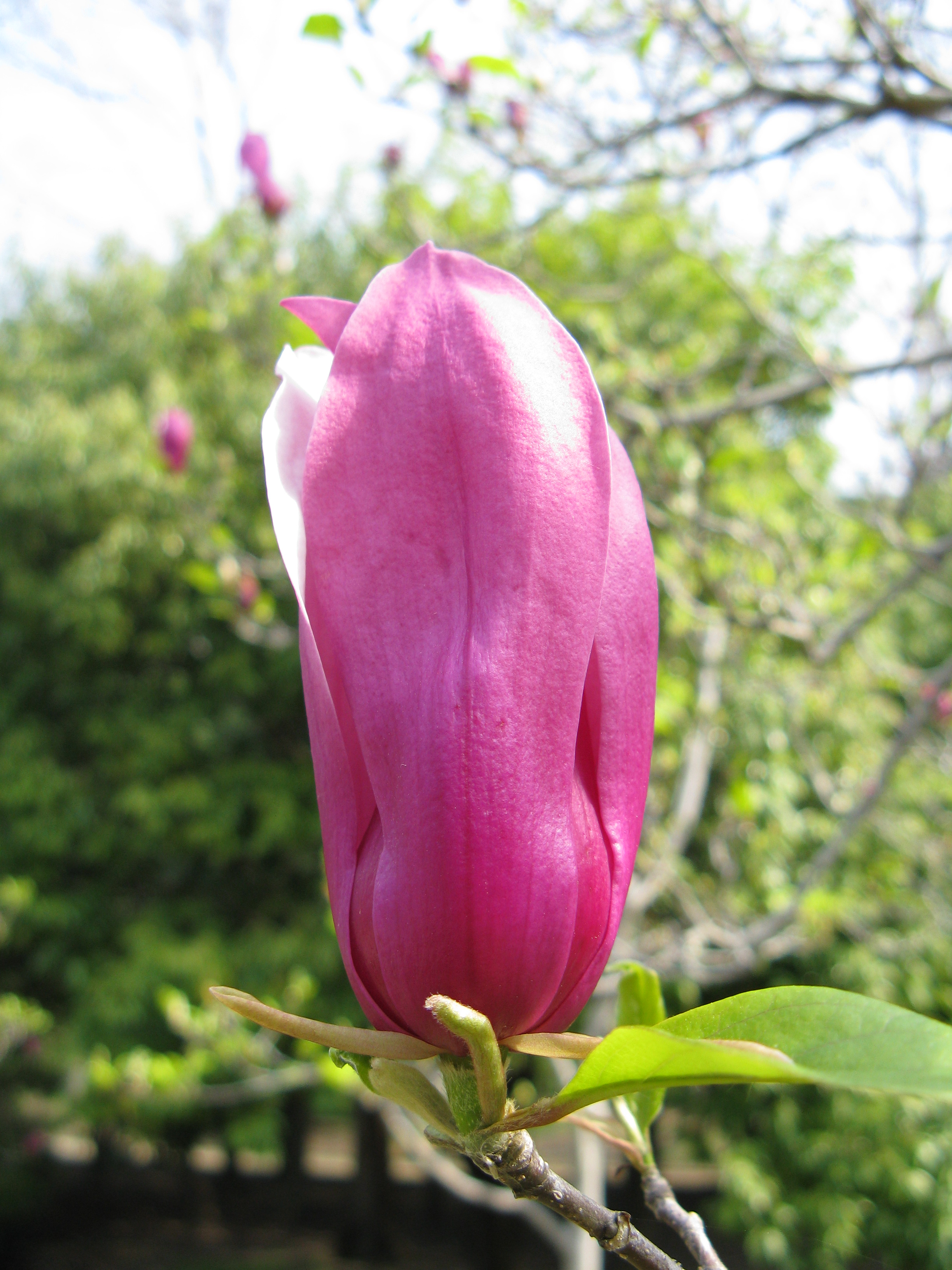
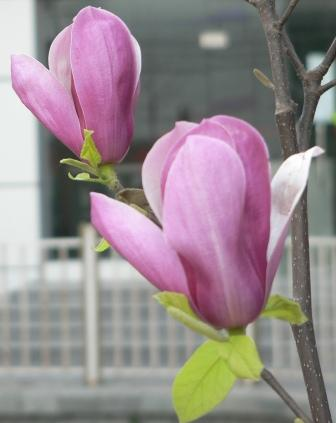